# Igric György
Igric György (Eger, 1954. június 18. –) karnagy, megszűnéséig a Filharmónia Budapest és Felső-Dunántúl Kht. igazgatója, a Filharmónia Magyarország Nonprofit Kft. főtanácsadója, a bécsi Zeneművészeti Főiskola budapesti kihelyezett tagozatának óraadó tanára.

## Életútja
Zenei tagozatú általános iskolába járt, zenei tanulmányait szülővárosában kezdte trombita és zongora szakon. 1972 és 1977 között a budapesti Liszt Ferenc Zeneművészeti Főiskola (mai nevén Liszt Ferenc Zeneművészeti Egyetem) hallgatója karvezetés és középiskolai énektanár szakon. 1973-tól 1998-ig különböző kórusok karnagya.
1977. augusztus 1-től az Országos Filharmónia (1990-től Nemzeti Filharmónia) műsorszerkesztő munkatársa. 1987-től különböző vezető beosztásokat tölt be (csoportvezető, régióvezető, hangversenyiroda vezető), 1991-től a budapesti hangversenyek szervezésének irányítója.
A Nemzeti Filharmónia megszűnésekor 1998-ban kollégái biztatására megpályázza az akkor alakuló Filharmónia Budapest Közhasznú Társaság igazgatói pozícióját.
A minisztérium szakmai zsűrit kért fel a pályázatok elbírálására, a zsűri tagjai voltak Aradi Csabáné, Csengery Adrienne, Gyimesi László (zongorista), Hollós Máté, Malina János, Popa Péter, Victor Máté, valamint a művelődési tárca részéről Gerendai Ágnes és Koncz Erika (a minisztérium képviselői végül nem szavaztak).
Bár a minisztérium a két jelentkező közül a másik pályázót (Tóth Antalt, a Ferencvárosi Ünnepi Játékok szervezőjét) támogatta, de a szakma kiállt Igric György mellett: Antal Mátyás karnagy, Jandó Jenő zongoraművész, Komlós Katalin zenetörténész, Kovács János karmester, Kovács Sándor zenetörténész, Szabadi Vilmos hegedűművész is ajánló levelet írtak a minisztériumnak.
A bizottság megfogalmazásában Tóth a nagyobb kockázattal járó, gyökeres változtatást, míg Igric a hagyományokra építő, értékmentő, „konzervatívabb” megoldást képviselte. Igric pályázata győzött, 2013-ig, a Filharmónia Budapest és Felső-Dunántúl Kht. megszűnéséig igazgatója volt a társaságnak.
2013-tól 2017-ig a Filharmónia Magyarország Nonprofit Kft. főtanácsadója volt. 
2013-tól 2017-ig a bécsi Zeneművészeti Főiskola budapesti kihelyezett tagozatának, a Vienna Konservatorium Budapest-nek volt zenetörténet tanára.
2017. április 1-től a Magyar Rádió Művészeti Együtteseinek művészeti vezetője.

## Tagságai
- 1985-től 1986-ig a Kórusok Országos Tanácsának főmunkatársa
- 2002-től 2011-ig a Magyar Művészeti Fesztiválok Szövetségének elnökségi tagja[2]
- 2010 óta a Zeneművészeti Bizottságnak (az emberi erőforrások minisztere tanácsadó testületének) a tagja[3]

## Kitüntetései
- Artisjus-díj – a kortárs zeneművek terjesztéséért (1999,[4] 2006,[5] 2009,[6] 2011[7])
- Magyar Köztársasági Ezüst Érdemkereszt (2008)[8]
- A Francia Köztársaság Művészeti és Irodalmi Rendje tiszti fokozat – Officier dans l'Ordre des Arts et Lettres (2008)[9]
- Bánffy Miklós-díj (2010)[10]